# Sporisorium sacciolepidis
Sporisorium sacciolepidis är en svampart som först beskrevs av Thirum., och fick sitt nu gällande namn av Vánky 1993. Sporisorium sacciolepidis ingår i släktet Sporisorium och familjen Ustilaginaceae.   Inga underarter finns listade i Catalogue of Life.